# Miguel Herrera
Miguel Ernesto Herrera Aguirre, född 18 mars 1968 i Cuautepec, Hidalgo, är en mexikansk fotbollstränare och före detta fotbollsspelare.

## Spelarkarriär
Under sin aktiva karriär spelade Herrera större delen av sin karriär för Atlante, som han representerade under fyra olika perioder, och Toros Neza. Han gjorde dessutom fjorton landskamper, och var med när Mexiko tog andraplatsen i Copa América år 1993.

## Tränarkarriär
Även under sin tränarkarriär har Herrera arbetat för Atlante, först 2002-2004 och sedan igen 2010-2011. Däremellan och därefter har han tränat flera andra mexikanska klubbar, bland dem Monterrey som han ledde till Apertura-final 2004 och 2005. I Clausura-säsongen 2013 vann han ligan med América, vilket blev hans första och hittills enda titel som tränare.

### Landslaget
Herrera utnämndes 2013 till huvudtränare för det mexikanska herrlandslaget, ett tidvis turbulent jobb som han inledningsvis fick på tillfällig basis inför det interkontinentala kvalspelet till VM i Brasilien 2014, som Mexiko tvingades till efter att ha slutat först på fjärde plats i CONCACAF:s kvalspel. Efter att Mexiko besegrat Nya Zeeland i bägge kvalmatcherna förlängdes Herreras kontrakt med landslaget till att också innefatta VM-slutspelet. Där ledde han laget till en obesegrad andraplats (efter Brasilien) i gruppspelet. För sjätte världsmästerskapet i följd eliminerades dock Mexiko i åttondelsfinalen, denna gång av Nederländerna, som med två sena mål vände ett underläge 0-1 till uddamålsseger.
Den 26 juli 2015 vann Herreras Mexiko CONCACAF Gold Cup i Philadelphia. Två dagar senare fick han emellertid sparken för att under hemresan från mästerskapet ha slagit till en mexikansk journalist på flygplatsen.